# ديف كينغ (ممثل)
ديف كينغ (بالإنجليزية: Dave King)‏ هو مغني وممثل بريطاني، ولد في 23 يونيو 1929 في المملكة المتحدة، وتوفي في 15 أبريل 2002.

## أعمال

### أفلام
- (1981) ريدز[5]

## وصلات خارجية
- ديف كينغ على موقع IMDb (الإنجليزية)
- ديف كينغ على موقع ميوزك برينز (الإنجليزية)
- ديف كينغ على موقع ميوزك برينز (الإنجليزية)
- ديف كينغ على موقع ديسكوغز (الإنجليزية)
- ديف كينغ على موقع قاعدة بيانات الفيلم (الإنجليزية)